# Valcourt (kanton)
Valcourt är en kommun av typen kanton (municipalité de canton) i den kanadensiska provinsen Québec. Den ligger i regionen Estrie, i den sydöstra delen av landet, 260 km öster om huvudstaden Ottawa.
Kommunen omger helt en annan kommun med samma namn, staden Valcourt.